# Richard Kallenbach
Richard Kallenbach (* 5. Januar 1889 in Zweibrücken; † 20. September 1984 in München) war ein deutscher Jurist und der 15. Präsident des Bayerischen Obersten Rechnungshofes.

## Leben
1908 begann er ein Jurastudium, das er 1912 abschloss. Im Ersten Weltkrieg war er Infanteriesoldat an der Westfront. Nach dem Krieg machte er als Jurist Karriere. Im „Dritten Reich“ hatte er eine Funktion im Reichsfinanzministerium inne. Ab 1946 arbeitete er im Bayerischen Finanzministerium. 1952 wurde er Präsident des Bayerischen Obersten Rechnungshofes. Als Abgeordneter der FDP zog er 1954 in den Bayerischen Landtag ein, in dem er bis 1962 das Volk vertrat.